# Trebeľovce
Trebeľovce jsou obec v okrese Lučenec v Banskobystrickém kraji na Slovensku. Má čtyři části: Láza, Trebeľovce, Muľka, Dolná Bába; centrum je v Trebeľovcích. Leží na západním úpatí Cerové vrchoviny. Nejbližší město je Lučenec vzdálen 12 km severozápadně. Žije zde 867 obyvatel. Na území obce je chráněný areál Volavčia kolónia.
První písemná zmínka o obci pochází z roku 1246. V obci se nachází jednolodní neogotický římskokatolický kostel svaté Alžběty z roku 1896 a neoklasicistní římskokatolický kostel Nejsvětějšího Srdce Ježíšova z roku 1894.